# Beirne Lay Jr.
Beirne Lay Jr. est un écrivain et un scénariste américain né le 1er septembre 1909 à Berkeley Springs (Virginie-Occidentale) et mort le 26 mai 1982 à Los Angeles (Californie).

## Filmographie

### Cinéma
- 1941 : L'Escadrille des jeunes de Mitchell Leisen
- 1949 : Un homme de fer de Henry King
- 1951 : Les Diables de Guadalcanal de Nicholas Ray
- 1952 : Le Grand Secret de Melvin Frank et Norman Panama
- 1955 : Strategic Air Command de Anthony Mann
- 1956 : Je reviens de l'enfer de Mervyn LeRoy
- 1960 : Le Héros du Pacifique (en) (The Gallant Hours) de Robert Montgomery
- 1963 : Évasion en Corée (en) de Francis D. Lyon

### Télévision
- 1957 : The Silent Service (2 épisodes)
- 1960 : Men Into Space (1 épisode)
- 1962 : Combat! (1 épisode)
- 1963-1964 : The Lieutenant (2 épisodes)
- 1964-1967 : 12 O'Clock High (personnages inspirés du film Un homme de fer)

## Nominations
- Oscar de la meilleure histoire originale
  - Oscars du cinéma 1954 : pour Le Grand Secret
  - Oscars du cinéma 1956 : pour Strategic Air Command